# Rörträsk
Rörträsk är en by i Norsjö kommun. Sven Benjaminsson från Böle synade nybygge 23 september 1793 vid sjön Rörträsk, eller på bygdemål Rajrträsk. I Rörträsk finns Västerbottens första kulturreservat; Rörträsk silängar. Ängarna är av riksintresse för kulturmiljövården.
Sommaren 2005 gjordes inventering av kulturlämningar. Stenugnar och något som kan vara offerstenar, kan nämnas bland många dokumenterade fynd.